# Waldo di Reichenau
Waldo di Reichenau (740 circa – Parigi, 814) è stato un abate e vescovo cattolico tedesco dell'Ordine benedettino.

## Biografia
Waldo di Reichenau apparteneva ad una dinastia franca di elevato lignaggio. Entrato nell'Ordine benedettino, nel 782 divenne abate di San Gallo, ove creò una biblioteca. Dal 786 all'806 fu abate di Reichenau sull'omonima isola nel lago di Costanza, ove creò anche qui una biblioteca ed una scuola abbaziale. Egli concesse ad Egino di Verona di erigere all'interno del territorio abbaziale (sull'isola) il convento dei Santi Pietro e Paolo con relativa chiesa conventuale dei Santi Pietro e Paolo. L'Abbazia di Reichenau, sotto la sua direzione, divenne un importante centro di cultura carolingia.
Nel 791 Carlo Magno lo nominò vescovo di Basilea e nel 795 amministratore apostolico di Pavia. A Pavia fu impegnato con la formazione del figlio di Carlo Magno, Pipino d'Italia.
Nell'805 divenne abate dell'Abbazia Imperiale di Saint-Denis a Parigi.